# Вулиця Над Джерелом
Вулиця Над Джерелом (інша назва — Надджерельна) — вулиця у Личаківському районі міста Львів, місцевість Великі Кривчиці (Кривчицька колонія). Пролягає від вулиці Втіха до вулиці Глинянський Тракт.
Прилучається вулиця Зрубова.

## Історія та забудова
Вулиця прокладена на початку 1930-х років при будівництві Робітничої Кривчицької колонії, у 1933 році отримала назву Над Зьрудлем (укр. Над Джерелом). У 1946 році, після встановлення радянської влади, назву вулиці офіційно змінили на український варіант — Над Джерелом. У 1950 році назву вулиці уточнили на Надджерельну, втім, у XXI столітті використовується переважно первісна назва — Над Джерелом.
Вулиця забудована одноповерховими конструктивістським будинками 1930-х років та приватними садибами 2000-х років.